# Museo civico memorie della vita contadina
Il Museo Civico Memorie della Vita Contadina è sito a Borrello (provincia di Chieti)
Il museo è stato fondato nel 1997, e si trova in Piazza Marconi, ospitato in alcune stanze dell'ex palazzo baronale di Borrello, oggi sede del Municipio.

## La collezione all'interno
Il museo intende conservare tutti quegli attrezzi agricoli che oramai sono caduti in disuso tra cui:
- ceste;
- forche;
- falci;
- mortai;
- bastoni per scavi.

La sezione viene chiamata "Rivoluzione Neolitica" suddivisa in quattro parti:
- Lavorazione della terra e coltivazione degli orti;
- La raccolta delle messi e carico del raccolto sulle bestie da soma;
- Il trasporto del raccolto da parte degli uomini e delle bestie da soma;
- La produzione del vino.

Un'altra sezione è arricchita di foto, tra cui quelle inerenti al restauro del 1990 della chiesa madre di Sant'Egidio con l'annesso recupero delle salme delle tombe interne alla chiesa.